# Caso Bankia
Caso Bankia hace referencia al caso judicial en el que se investiga a exconsejeros de Bankia.

## Cronología
El 6 de junio de 2012 se publica que el fiscal del Estado ordena examinar el proceso de fusión de las siete cajas y la salida a Bolsa de la entidad nacionalizada.

### Querellas presentadas
El sábado 19 de mayo de 2007 se reunieron 45 personas en San Sebastián con el objetivo de debatir sobre la necesidad y posibilidad de crear un nuevo partido político, UPyD, con el objetivo de regenerar la democracia.
En un acto público de presentación el 29 de septiembre de 2007 en el Teatro-Auditorio de la Casa de Campo de Madrid quedó constituido el nuevo partido.
En la Asamblea de Barcelona (Acampada Bcn del 15M) del 13 de mayo de 2012, primer aniversario del 15M, se creó la plataforma 15MpaRato con el fin de presentar una querella contra los consejeros de Bankia un mes después, el 14 de junio. El 5 de junio se lanzó el micromecenazgo (#RatoFunding) de 15.000 euros para costear la querella que se completó en menos de 24 horas.
El 11 de junio de 2012, el partido Unión Progreso y Democracia (UPyD) presentó ante la Audiencia Nacional una querella contra los consejeros de Bankia y BFA por presuntos delitos de estafa, apropiación indebida, falsificación de cuentas anuales, en conexión con delitos societarios, administración fraudulenta y maquinación para alterar el precio de las cosas.
El 14 de junio de 2012, 15MpaRato presentó su querella por delitos de falsedad contable y estafa mercantil.
El 14 de abril de 2014, Izquierda Unida presentó otra querella por la presunta comisión de hasta siete delitos en la salida a Bolsa de la entidad y la venta de acciones y preferentes.  La querella de IU ha sido calificada por el juez de humillante al “pretender conseguir a través del ejercicio de la acción popular este tipo de ventajas” en referencia a la implicación de cargos de IU en el caso Bankia.
|  |  |  |  |

### Imputados
El Juzgado Central de Instrucción n.º 4 de la Audiencia Nacional, a cargo del magistrado Fernando Andreu, en el procedimiento de Diligencias Previas n.º 59/2012, admitió a trámite sendas querellas, sumando la de 15MpaRato del movimiento 15M a la causa abierta por iniciativa de UPyD y resultando imputados Rodrigo Rato, José Luis Olivas, Ángel Acebes y Francisco Verdú, entre otros banqueros y miembros del PP, PSOE e Izquierda Unida. También fueron citados como testigos el exgobernador del Banco de España, Miguel Ángel Fernández Ordóñez; el presidente de la Comisión Nacional del Mercado de Valores, Julio Segura; y el autor de la auditoría realizada por Deloitte sobre la entidad, Francisco Celma. Sin embargo, el Juzgado desestimó la petición formulada por UPyD de ampliar la querella a otros cuatro consejeros que no figuraban en el folleto de salida a bolsa de Bankia pero que asumieron el cargo con anterioridad a dicha salida.
Lista de los 33 exconsejeros
Hay un total de 33 imputados en el Caso Bankia.
1. Ángel Villanueva Pareja (Secretario del Consejo de Administración de Bancaja)
2. Juan Manuel Suárez del Toro Rivero (Presidente de Caja de Canarias y Cruz Roja). Ambos formaban parte del Consejo de Administración del Banco Financiero de Ahorros (BFA), matriz de la entidad.
3. Ricardo Romero de Tejada y Picatoste
4. Mercedes Rojo Izquierdo
5. Estanislao Rodríguez Ponga
6. José María de la Riva Ámez
7. Remigio Pellicer Segarra
8. Jesús Pedroche Nieto
9. Mercedes de la Merced Monge
10. Agustín González González
11. Jorge Gómez Moreno
12. José Rafael García Fuster
13. Rafael Ferrado Giner
14. Luis Blasco Bosqued
15. Pedro Bedia Pérez
16. Francisco Baquero Noriega
17. Ángel Acebes Paniagua
18. Francisco Pons Alcoy
19. Antonio José Tirado Jiménez
20. Atilano Soto Rábanos
21. José Manuel Serra Peris
22. Francisco Juan Ros García
23. José Antonio Moral Santín
24. Araceli Mora Enguídanos
25. Juan Llopart Pérez
26. Javier López Madrid
27. Alberto Ibáñez González
28. Arturo Fernández Álvarez (Vicepresidente de la CEOE y presidente de la patronal madrileña CEIM)
29. Carmen Cavero Mestre
30. José Manuel Fernández Norniella
31. Francisco Verdú Pons
32. José Luis Olivas Martínez
33. Rodrigo de Rato Figaredo

Los dos ex-consejeros del PSOE, Jorge Gómez y José María de la Riva, y el de IU, José Antonio Moral Santín, pidieron la suspensión cautelar de su militancia. Por su parte, el PP dijo el 5 de julio que no tenía previsto suspender a sus ex-consejeros.
La mayoría de los imputados encargaron su defensa a exmagistrados del Tribunal Constitucional, del Supremo o de la Audiencia Nacional, abogados del Estado o incluso a un exmiembro de la Fiscalía Anticorrupción.
El 5 de noviembre de 2012 comenzaron los interrogatorios a los 33 consejeros querellados; en sus declaraciones alegaron desconocimiento o atribuyeron la responsabilidad del agujero contable a Deloitte.
El 23 de noviembre de 2012, el exministro del PP Ángel Acebes compareció ante el juez de la Audiencia Nacional y declarando que no ocultó ningún problema al Consejo de Administración del que le hubiera podido informar la auditora Deloitte y asegura que en la reunión, el auditor Francisco Celma ratificó las cuentas del 2011 en las que Bankia presentó beneficios y que un mes y medio después fueron reformuladas para reflejar grandes pérdidas.
El 20 de diciembre de 2012 compareció Rodrigo Rato en último lugar, manteniendo la versión de que los beneficios declarados eran “la imagen fiel de la entidad”, y que no fue él el que contrato al Banco de inversión Lazard para asesorar a Bankia en la salida a Bolsa, aunque 20 días más tarde envió al juez un escrito rectificando sus declaraciones y reconociendo tener negocios con el presidente de Lazard.
El 18 de enero de 2013 la Fiscalía Anticorrupción da luz verde a que el ministro de Economía, Luis de Guindos, aclare su intervención en el caso Bankia durante las semanas previas a la dimisión de Rodrigo Rato como presidente de la entidad.
El 1 de febrero de 2013 el juez Andreu, a petición de UPyD, citó a declarar como testigos al ministro de Economía Luis de Guindos y al presidente de Bankia José Ignacio Goirigolzarri.
El 14 de febrero de 2013, el exgobernador del Banco de España declara en la Audiencia Nacional y responsabiliza al Ministro de Economía, Luís de Guindos de cambiar sobre la marcha las exigencias de capital, causando que "perdiera totalmente el control” en los últimos días de la crisis de Bankia.
El 20 de febrero de 2013, Francisco Celma, socio de Deloitte, contradice ante el juez Andreu la versión de los consejeros imputados y afirma que se avisó de que había dudas razonables sobre la viabilidad de la entidad.
En mayo de 2013 la Audiencia Nacional ordena al juez instructor del caso Bankia que extienda la causa que se investiga para incluir la investigación de un supuesto fraude en la venta de las participaciones preferentes.
En octubre de 2013, la Comisión Nacional del Mercado de Valores (CNMV) envía a la Audiencia Nacional los documentos que acreditan que las participaciones preferentes comercializadas por las cajas de ahorro que luego se integraron en Bankia se vendieron en su práctica totalidad a particulares. El juez Fernando Andreu realizó la solicitud a petición de la acusación hecha por el colectivo 15mPaRato.
En septiembre de 2014 el juez Fernando Andreu incorpora al caso Bankia los correos de Blesa sobre las preferentes. Los correos electrónicos que abarcan desde 1996 hasta 2009, fueron incorporados por el juez Elpidio Silva a la causa que abrió sobre la compra de Bank of Florida por Caja Madrid. El juez Silva decretó por dos veces en 2013 el ingreso en prisión provisional de Blesa, razón por la cual ha sido juzgado por prevaricación. El conjunto de los correos contiene mensajes cruzados entre Blesa y personalidades relevantes de la política y la empresa y también reflejaban el nivel de vida de Blesa y otros directivos de la entidad madrileña, que quebró en 2011.
En diciembre de 2014 el informe de técnicos del Banco de España confirma que Bankia salió a Bolsa apoyada en engaños. Unos días después UPyD pide al juez el ingreso en prisión de Rato por el ‘caso Bankia’. Esta petición es rechazada por el juez Andreu a mediados de diciembre de 2014, al considerar que no hay riesgo de fuga.
En febrero de 2015 el juez Andreu fija una fianza de 800 millones de euros a BFA “como accionista único de Bankia”, y a su antigua cúpula directiva —Rodrigo Rato, Francisco Verdú, José Manuel Fernández Norniella y José Luis Olivas— para asegurar las responsabilidades que se pudieran acordar en el proceso abierto por este caso. Esta decisión se toma después de considerar los informes de los peritos del Banco de España, y teniendo en cuenta las acusaciones particulares que representan a los afectados por la salida a Bolsa de Bankia.
En noviembre de 2015, Antonio Serrano-Arnal, juez de instrucción del Juzgado número 31 de Madrid, decidió imputar, por su implicación en el caso Rato, a Miguel Ángel Furones, presidente de la agencia de publicidad Publicis y Rafael Lorca, director ejecutivo de la central de medios Zenith.
Las tarjetas "fantasma"
En octubre de 2014 se hizo público que, entre 2003 y 2012, los consejeros y altos directivos de Caja Madrid y de Bankia dispusieron de tarjetas de crédito de empresa a las que cargaron gastos personales por valor de 15,5 millones de euros. Las tarjetas se las entregaron al margen de sus sueldos y de los gastos de representación y con ellas se pagaron restaurantes, viajes, ropa, compras, retiradas de dinero en efectivo, etc.
En Bankia, la mayor parte de los gastos correspondieron a Rodrigo Rato (54.800 euros), José Manuel Fernández Norniella (9.700 euros), Sánchez Barcoj (90.900 euros) y Matías Amat.
El escándalo de las tarjetas que salpicó a varias personalidades políticas provocó que el PSOE expulsara a 10 militantes consejeros de Caja Madrid y el PP abriera expedientes a Rato y a otros 12 afiliados. La lista es la siguiente:

###### Partido Popular
- Estanislao Rodríguez-Ponga: (255.400 euros).
- Pablo Abejas: (246.700).
- Miguel Ángel Araujo: (212.900).
- Ricardo Romero de Tejada y Picatoste: (212.200).
- Antonio Cámara: (178.000).
- José Manuel Fernández Norniella: (175.400).
- María Carmen Cafranga: (175.200).
- Javier de Miguel: (172.700).
- Alberto Recarte: (139.900).
- Jesús Pedroche: (132.200).
- Francisco José Moure: (127.300).
- Mercedes Rojo: (119.300).
- Cándido Cerón: (79.200).
- Fernando Serrano: (78.600).
- Darío Fernández Yruegas: (69.800).
- José María Buenaventura: (63.000).
- Beltrán Gutiérrez: (58.000).
- José María Fernández del Río: (47.800).
- Juan Emilio Iranzo: (46.800).
- Miguel Corsini: (46.700).
- Manuel José Rodríguez González: (37.100).
- Rafael Pradillo: (28.600).
- Ignacio del Río: (21.000).
- José Nieto: (19.800).
- Jorge Rábago: (8.000).
- Mercedes de la Merced (fallecida): (287.900).

###### PSOE
- Antonio Romero: (252.000).
- José María de la Riva: (208.900).
- Ramón Espinar: (178.400).
- Ángel Eugenio Gómez del Pulgar: (149.700).
- José María Arteta: (139.000).
- Francisco José Pérez Fernández: (122.600).
- Jorge Gómez Moreno: (98.200).
- José Acosta: (62.300).
- María Enedina Álvarez Gayol: (47.000).
- Santiago Javier Sánchez Carlos: (46.400).
- Virgilio Zapatero: (36.000).
- Ignacio Varela: (35.700).
- Joaquín García Pontes: (21.100).
- Miguel Muñiz de las Cuevas: (20.800).
- José Caballero: (19.800).

###### Izquierda Unida
- José Antonio Moral Santín: (456.500).
- Rubén Cruz: (233.700).
- Juan Gómez Castañeda: (128.100).
- Ángel Rizaldos: (20.100).

###### Sindicalistas
- Francisco Baquero: (266.400) (CC OO).
- Antonio Rey de Viñas: (191.500) (CC OO).
- Rodolfo Benito: (140.600) (CC OO).
- Juan José Azcona: (99.300) (CC OO).
- Pedro Bedia: (78.200) (CC OO).
- Gabriel Moreno: (20.400) (CC OO).
- Gonzalo Martín Pascual: (129.700) (UGT).
- Miguel Ángel Abejón: (109.300) (UGT).
- Rafael Eduardo Torres: (82.300) (UGT).
- José Ricardo Martínez: (44.200) (UGT).

###### Patronales
- Gerardo Díaz Ferrán, de la CEOE: (94.000).
- Francisco Javier López Madrid, de CEIM: (34.800).

###### Directivos
- Rafael Spottorno: (223.900).
- Ildefonso José Sánchez Barcoj: (484.200).
- Miguel Blesa: (436.700).

## Testigos
Han sido llamados como testigos:
- Miguel Ángel Fernández Ordóñez (exgobernador del Banco de España)
- Julio Segura (presidente del Consejo de la CNMV)
- representante legal del FROB
- Luis de Guindos[40]